# 藤原元太郎
藤原 元太郎（ふじわら もとたろう、1866年2月24日（慶應2年1月10日）- 1933年（昭和8年）3月6日）は、明治から昭和初期の実業家、政治家。衆議院議員、岡山県会議長、岡山県児島郡八浜村長、同郡八浜町長。

## 経歴
備前国児島郡八浜村（岡山県小島郡玉井村、八浜村、八浜町を経て現玉野市）で、藤原久三郎の長男として生れ、1890年（明治23年）7月に家督を相続した。岡山中学校（現岡山県立岡山朝日高等学校）で学んだ。
玉井村（のち八浜村に改称）助役を経て、1892年（明治25年）10月、玉野村長に就任し、1925年（大正14年）2月まで連続して八浜村長、八浜町長を務めた。また、1898年（明治31年）岡山県会議員に選出され1915年（大正4年）3月まで在任し、1909年（明治42年）から1911年（明治44年）まで県会議長を務めた。その他、児島郡会議員、同議長にも在任。1915年3月、第12回衆議院議員総選挙（岡山県郡部、立憲国民党）で当選し、衆議院議員に1期在任した。
実業界では、児島養貝会社（ハイガイ、モガイ養殖）を設立し副社長、社長を歴任。1896年（明治29年）星島謹一郎らと東児銀行を設立し専務取締役となり、1918年（大正7年）頭取に就任。その他、岡山県農工銀行頭取、産業組合中央会岡山県支会評議員、三蟠鉄道取締役、岡山県水産会副会長、同県農会評議員、地方森林会議員などを務めた。